# Покондирена тиква (опера)
Покондирена тиква, комична опера у три чина Миховила Логара написана 1956. године поводом 150-годишњице рођења и 100-годишњице смрти Јована Стерије Поповића.

## Либрето
Хуго Клајн према истоименој комедији Јована Стерије Поповића

## Праизведба
19. октобар 1956, Београд у Народном позоришту.
- Опера Покондирена тиква  у извођењу Српског народног позоришта, у сезони 2005/2006. године. Фотографије су део фото збирке Српског народног позоришта

## Ликови и улоге
| Фема             | богата удовица     | мецосопран |
| Евица            | њена кћи           | сопран     |
| Митар            | Фемин брат         | бас        |
| Анчица           | служавка           | сопран     |
| Јован            | шегрт              | баритон    |
| Сара             | чанколиза код Феме | сопран     |
| Светозар Ружичић | „филозоф“          | баритон    |
| Василије         | Евицин вереник     | тенор      |

хор младића и девојака (неколико младића и девојака са малим солима)

## Место и време
Догађа се у садашњости, прошлости и будућности у забаченом провинцијском месту

### I чин
У једном забаченом провинцијском местанцу у кући Феме, удовице недавно преминулог чизмара, велика је халабука: слуге, међу којима се истичу лепушкаста Анчица и превејани шегрт Јован, износе из стана стари намештај и уносе нови. Слуге коментаришу разлог овој промени и примећују да је газдарица Фема одједном почела да „тера моду“. Долазак Феме очигледно потврђује све гласине, јер она, у нашушуреној хаљини, с огледалом у једној и звонцетом у другој руци, почиње да даје лекције доброг понашања не само припростој служинчади, већ, пре свега, и својој кћери Евици. Сви ти наопаки савети садржани су у њеној „арији са звонцетом“. Фема је отмена дама, „ноблес“, и зато само
кити се и бели,
и тринкелте дели,
и ‘аљине бира,
и косу фризира,
док је Евица „права крава и глупа ћупа“, која не зна „правити комплименте, примати презенте, француски парлирати и с курмахером шпацирати“. Она, мајка, мора своју кћер из основа „репарирати“. На ово махнитање покондирене чизмарице наилази калфа Василије, Евичин вереник, који својом једноставношћу и непосредношћу изазива код будуће таште такав бес, да младић мора да бежи остављајући у кући несрећну, али непоколебљиву Евицу.
Главни Фемин учитељ у „ноблесу“ је чанколиза Сара која је некада била код отмене господе и која пре сваке лекције издиктира богат низ јела, која Фема треба да јој сервира као награду. Сара не упућује Фему само у понашање и облачење, већ узима и улогу проводаџике. Она је за Евицу нашла отменог мужа, правог „филозофа“. Фема је одушевљена, јер ће сад пред њом комшинице пузити и пуцати од једа. Своје накарадно знање француског језика жели Фема да пренесе и на Евицу. Али девојка остаје несаломива, нарочито када чује да неће смети да пође за свог Василија, него за неког филозофа, кога јој је мајка наменила.
Кад није могла да „пофранцузи“ ћерку, Фема покушава да то учини са слугом Јованом. Она се труди да му улије у главу искривљене француске речи и да га обуче у лакејску ливреју. Јован не пристаје да буде „пединтер“, ни када га газдарица жели да подмити новцем, али се поколеба када му она обећа да ће му дати Анчицу за жену.
Анчица је већи шерет од Јована. Она је за награду спремна мајсторицу да ословљава као „милостиву госпоју“ и да јој открије тајну како се „ноблесе“ забављају, ударају у фортепијано и носе „штекер“. Фема ће засада место у пијано ударати у „дромбуљу“, а место штекера носиће наочаре свог покојног мужа.
У својој понесености и успаљености, Фема се не осврће на свога брата Митра који се згражава због промена код ње и у кући. Анчица објашњава Митру прве последице Феминог лудовања: мајка не допушта кћери да пође за Василија, већ хоће да је уда за филозофа. Међутим, ни Митар није наклоњен тој вези Евице са Василијем, јер је овај пуки сиромах. Као доказ „новог стања“ у кући се појави однекуд Јован у дречавој ливреји. То је за Митра превише, те бежи из луде куће главом без обзира.
Евици не остаје ништа друго, него да се пожали свом Василију на намере њене мајке да је уда за другог. Василије је тужан, али у њему тиња искра наде. Он је купио лоз, на који ће сигурно добити премију, јер је његове бројеве састављао по бројевима пољубаца, које му је Евица у сну дала. Маштање вереника о лепшој будућности брутално прекида Фема.

### II чин
Сеоски младићи и девојке толико наваљују да виде преуређен дом покојног чизмара да Јован и Анчица једва успевају да их одагнају. Одмах затим одржава се час француског језика, који „ноблес“ Фема даје „пединтеру“ Јовану. Фема изопачено изговара речи, а Јован их притом још више изопачује.
Сара доводи кандидата за женидбу, „филозофа“ Ружичића, варалицу и опсенара, изелицу и гурмана. Да би на Фему оставио што већи утисак, он се користи цитатима из опскурне литературе на старом црквеном „славеносерпском“ језику, неразумљивом за просте људе. У својим тирадама, „филозоф“ куди бедно свакодневно занимање, а уздиже своје стихотворство. Долази до упознавања са Евицом која се простосрдачном наивношћу и нехотице наруга Ружичићевој надмености. Али, када филозоф почне да проказује своје моћи застрашујућим алегоријама, тврдећи да на саму реч песникову могу најстрашније немани произаћи и сваког уништити, Евица ужаснута побегне од просиоца.
Ружичић се пожали Сари на Евичино држање, како он не жели њу да узме за жену, јер је „у пауна Јуно претворила Хелену“. Сара се наљути и изгрди надменог филозофа, кога никако не успева да удоми. Ружичић, увређен, хоће да напусти кућу, али када му Сара спомене богати ручак штога је Фема дала спремити, песник се предомисли и запева заносну славопојку трбуху који је толико свемоћан да
гони гладног певати,
гони стихе правити,
с њега многе девојке
за старкеље полазе,
с њега лепи младићи
бабускере узимљу.
Овај последњи песнички мотив натера Сару на помисао да Ружичића ожени самом Фемом. Песник је таквим предлогом најпре револтиран, али ипак великодушно пристаје, када се сети да би Фема могла да штампа његова дела. Чим Сара саопшти Феми песникову одлуку, ова пада у несвест, очигледно лажну јер се у њој заборави и упућује Сару, где ће наћи капљице које ће је вратити свести. Дошавши себи, Фема готово помахнита од среће. Како ли ће сад тек пузити комшинице, ћифтинице и крпинице пред „госпојом филозофицом“! На Сарино наговарање, Фема преда младожењи поклон – сат и бурмутицу свог мужа – и код тог свечаног чина веридбе клечи пред песником као „пред Јовишем Леда“.
Песник, међутим, остаје у недоумици, шта да уради с даровима. Јован, који на песников славеносерпски језик одговара исквареним словачким, пристаје да сар и бурмутицу заложи негде за десет форинти. Притом у бурмутици нађе лоз, који му Ружичић великодушно даје као награду за услугу. Чин се завршава свечаном вечером.

### III чин
Заливајући у башти цвеће, Анчица нас у једној аријети подсећа на све видове покондирености своје газдарице Феме и на своју наклоност према Јовану.
Евица сачека Василија који раздраган долази и обасипа је пољупцима сав срећан. Једва успева да саопшти да је добио премију – дванаест хиљада форинти! Његов се лоз налази на чувању код Евице која хита у кућу да га донесе. Али, авај, Фема је дала на дар филозофу бурмутицу у којој се налази лоз! Василије је утучен и бесан. Евица се досети како ће доћи до бурмутице. Учиниће као да се заљубула у песника, па ће му измамити драгоцену бурмутицу. Филозоф наилази и Евичина игра лако успева. Кад она затражи бурмутицу, Ружичић каже да је нетрагом нестала. Он се решио да ипак за жену узме Хелену, а не Хекубу, кћер, а не мајку.
У незгодан час наилази Фема, о којој филозоф, занесен Евичиним чарима, говори као о ругоби која изгледа „као да двадесето дете доји“. Фему ова увреда ужасно разбесни. Толико се истрошила и понизила, па сад и ову поругу да дочека! Усред најжешћег сукоба „ноблесе“ са „филозофом“ наилази Митар који саркастичном духовитошћу разголићује понесеност помодарки. Затим се обраћа Феми, теражећи рачуна о њеном расипању имања покојног мужа, јер су се мужевљева бурмутица и сат нашли у залогу. Јован мора да призна да му је те ствари дао филозоф да их заложи. Ружичић узалуд покушава да песничким узлетима забашури превару. Евица се јако обрадује кад угледа бурмутицу, али у њој нема лоза! У критичном тренутку Јован показује лоз којиму је Ружичић поклонио и предаје га срећним младенцима. Сада ће и Митар пристати на њихово венчање. Али, пре тога треба рашчистити ствар са Ружичићем. Митар се одједном сети ко је тај „филозоф“ – трговачки калфа који је у дућану начинио штету и затим побегао на „науке“. А Сара? И ње се Митар сећа. Била је куварица код неког грофа. Када све то сазна, Фема је разочарана, поражена и – најзад – опамећена. Сви остали укућани срећни очекују велико весеље у будућем мирном и смерном животу.